# NKT A/S
NKT (NKT/AS, nkt cables) entwickelt, fertigt und installiert Nieder-, Mittel- und Hochspannungskabel. NKT hat seinen Hauptsitz in Kopenhagen, Dänemark, und ist weltweit tätig, wobei der Schwerpunkt in Europa liegt. Der an der dänischen Börse notierte Konzern beschäftigt 2023 ca. 4500 Angestellte und produziert seine Kabel in 10 verschiedenen Produktionsstätten.

## NKT Victoria
Seit dem 4. Mai 2017 setzt NKT das hauseigene Kabelverlegerschiff NKT Victoria ein, welches speziell für das Verlegen von Unterwasser-Seekabeln konzipiert wurde. Im selben Jahr wurde NKT Victoria zum Schiff des Jahres gekürt. Das Schiff ist 140 Meter lang und segelt unter norwegischer Flagge. Die 2 Kabeldrehscheiben des Schiffes, auf denen die Seekabel gelagert werden, haben insgesamt eine Kapazität von bis zu 9000 Tonnen.
Die NKT Victoria nutzt eine Kombination aus Landstrom und bordeigenen Energiespeichersystemen, was deutlich niedrigere Verbrauchs- und Emissionswerte erlaubt. Während der Kabelbeladung muss die Landstromverbindung nicht getrennt werden, wodurch das Schiff zu den umweltfreundlichsten seiner Art gehört.

## Geschichte
NKT (Nordiske Kabel og Traadfabriker) wurde 1891 von dem Dänen Hans Peter Prior gegründet und 1898 an der Kopenhagener Börse notiert. In den folgenden 90 Jahren entwickelte sich das Unternehmen zu einem der größten Industrieunternehmen Dänemarks, das sich auf die Herstellung von Kabeln sowie von Strom-, Telekommunikations- und Metallprodukten für den dänischen Markt konzentrierte. Als 1991 die Unternehmensstruktur geändert wurde, blieb die NKT ein Geschäftsbereich innerhalb der NKT-Gruppe.
In den 1960er-Jahren begann die NKT mit dem Recycling von Schrott aus der Kabelproduktion in ihrer Anlage in Stenlille, Dänemark. In den 1990er Jahren führte das Unternehmen bleifreie Kabel sowie halogen- und PVC-freie Kabel ein, um die Umwelt zu schonen.
1999 übernahm NKT den deutschen Kabelhersteller Felten & Guilleaume und verdoppelte damit die Produktionskapazität. NKT erwarb den schwedischen Kabelhersteller Ericsson Cables in Falun, Schweden.
2017 erwarb NKT den schwedisch-schweizerischen Hochspannungskabelhersteller ABB HV Cables von der ABB-Gruppe, einschließlich des Hochspannungswerks in Karlskrona und des Kabelverlegeschiffs NKT Victoria.
Seit 2019 konzentriert sich das Unternehmen vermehrt darauf die eigene Nachhaltigkeit voranzutreiben und generell für eine nachhaltigere Welt zu sorgen. Bis 2030 ist das Ziel die eigenen CO2-Emissionen um 90 % zu reduzieren und bis 2050 will das Unternehmen komplett klimaneutral sein. Im Jahr 2022 konnten die CO2-Emissionen bereits um 79 % verringert werden.

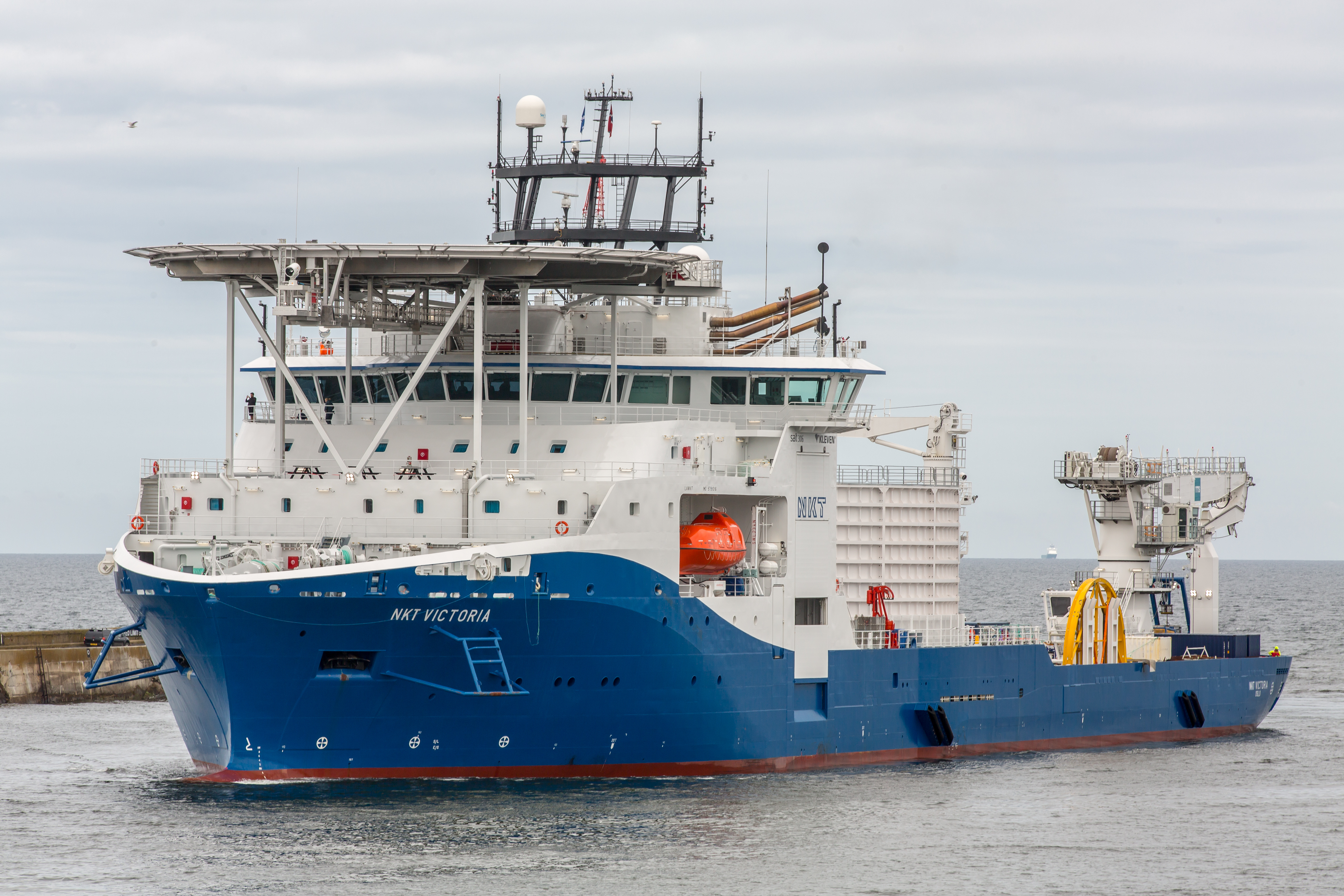
Die NKT Victoria – ein modernes Kabelverlegerschiff

## Belege
1. ↑  Über uns. Abgerufen am 22. August 2023.
2. ↑  NKT Victoria. Abgerufen am 22. August 2023 (englisch).
3. ↑  Unsere Geschichte. Abgerufen am 22. August 2023.
4. ↑  NKT releases its Annual and Sustainability Report 2022. Abgerufen am 22. August 2023 (englisch).